# Инзерейвис
Инзерейвис (устар. Инзырейвис) — река в России, течёт по территории Заполярного района Ненецкого автономного округа. Вытекает из озера Инзерейты на высоте 136 м над уровнем моря. Устье реки находится в 476 км по левому берегу реки Шапкиной. Длина реки составляет 11 км.

## Данные водного реестра
По данным государственного водного реестра России относится к Двинско-Печорскому бассейновому округу, водохозяйственный участок реки — Печора от водомерного поста Усть-Цильма и до устья, речной подбассейн реки — бассейны притоков Печоры ниже впадения Усы. Речной бассейн реки — Печора.
Код объекта в государственном водном реестре — 03050300212103000081953.